# Porte d'Almodóvar
La porte d'Almodóvar est une porte d'origine arabe, appelée initialement porte du Noyer (puerta del Nogal, ou Bab au-Chawz) ou porte de Badajoz. Elle constituait une des portes d'entrée de la muraille, et est une des trois uniques portes conservées aujourd'hui de l'enceinte médiévale de Cordoue (Andalousie).

## Architecture
La porte actuelle a été bâtie au XIVe siècle sur la porte arabe.